# سونیل چتری
سونیل چتری (انگلیسی: Sunil Chhetri؛ زاده ۳ اوت ۱۹۸۴) یک فوتبالیست هندی است که به عنوان مهاجم برای باشگاه بنگالورو در سوپر لیگ هند بازی می‌کند. او بهترین گلزن تاریخ سوپر لیگ هند است. او به خاطر بازی های تاکتیکی، توانایی های گلزنی و رهبری اش شناخته شده است. او چهارمین گلزن برتر بین‌المللی است، و همچنین بیشترین بازی‌کننده و بهترین گلزن تاریخ تیم ملی هند است. چتری به طور گسترده ای به عنوان بهترین بازیکن فوتبال هند در تمام دوران شناخته می شود.
از باشگاه‌هایی که در آن بازی کرده‌ است می‌توان به باشگاه فوتبال اسپورتینگ کانزاس‌سیتی و بمبئی سیتی اشاره کرد. وی همچنین در ۱۹ سال حضورش در تیم ملی فوتبال هند ۱۵۰ بازی ملی انجام داده و ۹۴ گل به ثمر رسانده است.